# لوتشيانو أرماني
لوتشيانو أرماني (بالإيطالية: Luciano Armani)‏ ولد بتاريخ 12 أكتوبر 1940 في إيطاليا، هو دراج إيطالي سابق في صنف سباق الدراجات على الطريق.

## سجل النتائج

### سباقات أو مراحل فاز بها
- طواف فرنسا
- طواف سويسرا
- طواف إيطاليا

## روابط خارجية
- لوتشيانو أرماني على موقع أرشيف الدراجات (الإنجليزية)
- لوتشيانو أرماني على موقع إحصائيات الدراجات الإحترافية (الإنجليزية)
- لوتشيانو أرماني على موقع CycleBase (الإنجليزية)
- الموقع الرسمي